# Gloucester County (Virginia)
Gloucester County ist ein County im Bundesstaat Virginia der Vereinigten Staaten. Bei der Volkszählung im Jahr 2020 hatte das County 38.711 Einwohner und eine Bevölkerungsdichte von 69 Einwohner pro Quadratkilometer. Der Verwaltungssitz (County Seat) ist Gloucester.

## Geographie
Gloucester County liegt im Osten von Virginia, grenzt an den Atlantik und  hat eine Fläche von 746 Quadratkilometern, wovon 185 Quadratkilometer Wasserfläche sind. Es grenzt im Uhrzeigersinn an folgende Countys: Middlesex County, Mathews County, York County, James City County und King and Queen County.

## Geschichte
Gebildet wurde es 1651 aus Teilen des York County. Benannt wurde es nach Henry Stuart, Duke of Gloucester, dem dritten Sohn von Karl I., König von England, Schottland und Irland und seiner Gemahlin Henrietta Maria von Frankreich, Tochter des französischen Königs Heinrich IV. und der Maria de’ Medici.

## Demografische Daten

Alterspyramide des Gloucester County

Nach der Volkszählung im Jahr 2000 lebten im Gloucester County 34.780 Menschen in 13.127 Haushalten und 9.884 Familien. Die Bevölkerungsdichte betrug 62 Einwohner pro Quadratkilometer. Ethnisch betrachtet setzte sich die Bevölkerung zusammen aus 86,68 Prozent Weißen, 10,31 Prozent Afroamerikanern, 0,42 Prozent amerikanischen Ureinwohnern, 0,69 Prozent Asiaten, 0,05 Prozent Bewohnern aus dem pazifischen Inselraum und 0,40 Prozent aus anderen ethnischen Gruppen; 1,45 Prozent stammten von zwei oder mehr Ethnien ab. 1,61 Prozent der Bevölkerung waren spanischer oder lateinamerikanischer Abstammung.
Von den 13.127 Haushalten hatten 35,2 Prozent Kinder und Jugendliche unter 18 Jahre, die bei ihnen lebten. 61,4 Prozent waren verheiratete, zusammenlebende Paare, 9,9 Prozent waren allein erziehende Mütter, 24,7 Prozent waren keine Familien, 20,3 Prozent waren Singlehaushalte und in 8,2 Prozent lebten Menschen im Alter von 65 Jahren oder darüber. Die Durchschnittshaushaltsgröße betrug 2,62 und die durchschnittliche Familiengröße lag bei 3,02 Personen.
Auf das gesamte County bezogen setzte sich die Bevölkerung zusammen aus 26,2 Prozent Einwohnern unter 18 Jahren, 6,8 Prozent zwischen 18 und 24 Jahren, 30,4 Prozent zwischen 25 und 44 Jahren, 24,8 Prozent zwischen 45 und 64 Jahren und 11,8 Prozent waren 65 Jahre alt oder darüber. Das Durchschnittsalter betrug 38 Jahre. Auf 100 weibliche Personen kamen 96,5 männliche Personen. Auf 100 Frauen im Alter von 18 Jahren oder darüber kamen statistisch 92,9 Männer.
Das jährliche Durchschnittseinkommen eines Haushalts betrug 45.421 USD, das Durchschnittseinkommen der Familien betrug 51.426 USD. Männer hatten ein Durchschnittseinkommen von 35.838 USD, Frauen 24.325 USD. Das Pro-Kopf-Einkommen betrug 19.990 USD. 6,8 Prozent der Familien und 7,7 Prozent der Bevölkerung lebten unterhalb der Armutsgrenze. Davon waren 9,7 Prozent Kinder oder Jugendliche unter 18 Jahre und 8,5 Prozent waren Menschen über 65 Jahre.

## Forschung
In Gloucester befindet sich das Virginia Institute of Marine Sciences, das als eines der größten Meeresforschungsinstitute der USA sich vor allem mit Fragen der Küstengewässer und Ästuare befasst. Das Institut betreibt neben seiner Funktion als öffentliches Forschungsinstitut gemeinsam mit dem College of William and Mary die School of Marine Sciences als Graduiertenschule, die sowohl Master wie auch Promotionsstudien anbietet.